# Agriphila straminella
Agriphila straminella (лат.) — вид чешуекрылых насекомых из семейства огнёвок-травянок. Распространён в Европе, Центральной и Малой Азии, Камчатском и Приморском краях, Сахалинской области и Канаде. Обитают на влажных заболоченных лугах. Размах крыльев 16—19 мм. Передние крылья бабочек однотонно-жёлтые, жёлто-коричневые или коричневые, с тёмными линиями вдоль жилок. Гусеницы питаются на овсянице овечьей и мятлике луговом.